# Alta Luz, Manlio Fabio Altamirano
Alta Luz är en ort i Mexiko.   Den ligger i kommunen Manlio Fabio Altamirano och delstaten Veracruz, i den sydöstra delen av landet, 280 km öster om huvudstaden Mexico City. Alta Luz ligger 116 meter över havet och antalet invånare är 328.
Terrängen runt Alta Luz är lite kuperad, och sluttar österut. Runt Alta Luz är det ganska tätbefolkat, med 80 invånare per kvadratkilometer. Närmaste större samhälle är Soledad de Doblado, 14,9 km söder om Alta Luz. Trakten runt Alta Luz består till största delen av jordbruksmark.